# Cloverfield
Cloverfield er en action-sci-fi-mockumentary fra 2008. Filmen er produceret af J. J. Abrams, instrueret af Matt Reeves, og skrevet af Drew Goddard. I filmen medvirker ukendte skuespillere for at sikre filmens autenticitet. Den blev offentliggjort første gang i de tidlige visninger af filmen Transformers. Filmen havde premiere i USA den 18. januar 2008 og i Danmark den 1. februar samme år.

## Handling
Filmen følger en gruppe bestående af fem unge newyorkere, fra de er til et selskab for en ven, til de prøver at holde sig i live under et angreb på New York City af et gigantisk monster på størrelse med en skyskraber.

## Roller
- Lizzy Caplan – Marlena Diamond
- Jessica Lucas – Lily Ford
- T.J. Miller – Hud Platt
- Michael Stahl-David – Rob Hawkins
- Mike Vogel – Jason Hawkins
- Odette Yustman – Beth McIntyre
- Anjul Nigam – Bodega Cashier
- Margot Farley – Jenn
- Theo Rossi – Antonio

For at hindre lægkager af filmens indhold, ved at holde audition med skuespillere med scener fra filmen, blev tekst fra tidligere produktioner brugt, som J. J. Abrams havde været involveret i (Eksempelvis Alias). Nogle af scenerne blev også skrevet specifikt til audition og ikke til filmen. Til trods for at hun ikke fik præmisserne at vide om filmen, valgte Lizzy Caplan at medvirke i Cloverfield, fordi hun var en stor fan af den Abrams-producerede tv-serie Lost"

## Baggrund
J. J. Abrams udklækkede et nyt monster efter, at han besøgte en legetøjsbutik i Japan. Han forklarede: "We saw all these Godzilla toys, and I thought, we need our own monster, and not King Kong, King Kong's adorable. I wanted something that was just insane and intense".
I februar 2007 gav Paramount Pictures i al hemmelighed grønt lys til, at Cloverfield skulle produceres af J. J. Abrams, instrueres af Matt Reeves og skrives af Drew Goddard. Projektet var under produktion af Abrams eget selskab, Bad Robot Productions..
Rollebesætningen blev udført i hemmelighed, uden noget manus til kandidaterne. Med et produktionsbudget på omkring $30 millioner dollars, begyndte optagelserne i midten af juni, 2007 i New York. En af skuespillerne indikerede at filmen så ud til at koste 5 gange så meget, på trods af producenterne ikke brugte kendte skuespillere. Optagelserne blev udført med digitale og håndholdte kameraer og skete på Coney Island, med nogle scener filmet ved Deno's Wonder Wheel Amusement Park og B&B Carousel. Nogle scener blev filmet i Downey, Californien, USA. 

## Promovering
Studiet holdt filmen hemmelig fra Internettet, noget som er svært tilgængeligt, takket være "scoppere" som plejer at følge med på fremtidige film. Det kontrollerede udslip af information om filmen er kritiseret som en farlig strategi, der kunne ende med succes som The Blair Witch Project (1999) eller med skuffelse som Snakes on a Plane (2006). Chad Hartigan i selskabet Exhibitor Relations Co. så på flere elementer ved filmen, inklusive fraværet af store stjerner, fiaskoen af Godzilla-film i USA og premieredatoen planlagt til januar, som normalt er en dårlig periode for amerikanske film. Da filmen Transformers åbnede med høje salgstal, blev en teaser-film for Cloverfield udgivet med premieredatoen, men uden at afsløre navnet på filmen. Paramount lagde til sidst en teaser-film tilgængelig på Apple.com. Endnu en trailer blev udgivet den 16. november 2007, som bekræftede titlen.

### Spekulationer om plottet
Da traileren til Cloverfield dukkede op uden navn, skabte den medie-spekulationer om filmens handling. USA Today meldte at filmen skulle baseres på historier af H.P. Lovecraft, en tilnærmning til filmen "Voltron", en ny film om Godzilla eller en spin-off af den eksisterende tv-serie Lost. The Star-Ledger rapporterede også om muligheden for¨, at filmen var baseret på Lovecraft eller Godzilla. The Guardian rapporterede om muligheden for, at filmen var en Lost spin-off, mens Time Out meldte at filmen var om et rumvæsen med navnet The Parasite.
IGN fulgte op på dette med The Parasite som den mulige titel på filmen Chocolate Outrage was also a working title at one point during production..
På chat-rooms på internettet, blev navne som Slusho og Colossus diskuteret som mulige titler. Entertainment Weekly kom også med meldinger om, at filmens monster ville være om en parasit eller en kolossal robot som Voltron..

## Modtagelse

### Salgstal
Cloverfield blev vist i 3.411 biografer den 18. januar 2008 og indtjente mellem $16.750.000 og $17.920.000 på åbningsdagen i USA.